# Rhyacophila mimiclaviforma
Rhyacophila mimiclaviforma là một loài Trichoptera thuộc họ Rhyacophilidae. Chúng phân bố ở miền Ấn Độ - Mã Lai.